# Demolition Man (álbum)
Demolition Man é um EP / banda sonora de Sting, lançado em 1993, em suporte para o filme de Sylvester Stallone e Wesley Snipes, Demolition Man.
O disco vem em seguimento de uma canção antiga dos The Police de mesmo nome, que teve pouca aceitação por parte dos críticos.

## Faixas
Todas as faixas por Sting, exceto onde anotado.
1. "Demolition Man" – 5:27
2. "King of Pain" (ao vivo) – 7:21
3. "Shape of my Heart" (ao vivo) (Sting, Miller) – 4:32
4. "Love Is Stronger Than Justice" (The Munificent Seven) (ao vivo) (Sting) – 7:29
5. "It's Probably Me" (ao vivo) (Clapton, Kamen, Sting) – 6:18
6. "A Day in the Life" (ao vivo) (Lennon, McCartney) – 4:06

## Paradas
| Críticas profissionais                                                      | Críticas profissionais |
| Avaliações da crítica                                                       | Avaliações da crítica  |
| Fonte                                                                       | Avaliação              |
| --------------------------------------------------------------------------- | ---------------------- |
| allmusic                                                                    | [ 2 ]                  |
| Esta tabela precisa de ser acompanhada por texto em prosa. Consulte o guia. |                        |

| Parada                         | Posições |
| ------------------------------ | -------- |
| Estados Unidos - Billboard 200 | 162      |